# Letters Patent Constituting the Office of Governor-General of New Zealand
Das Letters Patent Constituting the Office of Governor-General of New Zealand, manchmal auch einfach Letters Patent, 1983 genannt, ist ein Erlass und Teil der nicht kodifizierten neuseeländischen Verfassung, der die Rolle des neuseeländischen Generalgouverneurs beschreibt.

## Geschichte
Letters Patents werden von Monarchen oder einer Regierung ausgestellt, die einer Einzelperson oder einer juristischen Person ein Recht, ein Monopol, einen Titel oder einen Status zuerkennen.
Am 12. Juli 1907 beschloss das Repräsentantenhaus von Neuseeland, die Umwandlung das Landes von dem Status einer Kolonie zu dem eines Dominion zu akzeptieren. 10 Jahre später wurde der Status des Gouverneurs von Neuseeland durch das Letters Patent 1917 vom 11. Mai 1917 neu definiert und der Titel in Generalgouverneur von Neuseeland geändert. Arthur Foljambe, 2. Earl of Liverpool war der seinerzeit amtierende Gouverneur, der diese Aufwertung erfuhr.
1947 nahm Neuseeland mit dem Statute of Westminster Adoption Act 1947 das Statut von Westminster an und das Letters Patent 1917 fiel nun in die Zuständigkeit der neuseeländischen Regierung und oblag nicht mehr der Beschlusskompetenz des Vereinigten Königreichs. 1976 wurde das Ehepaar Quentin-Baxter (Professor des Rechts, Anwältin) mit der Überprüfung des Letters Patent 1917 mit dem Ziel beauftragt, einen Vorschlag für eine Neufassung zu erarbeiten. Ihr Bericht wurde im April 1980 veröffentlicht und wurde zur Grundlage für das neue Gesetz.
Die Regierung unter dem damaligen Premierminister Robert Muldoon verfasste daraufhin 1983 das Letters Patent Constituting the Office of Governor-General of New Zealand, das seither in den Jahren 1987 und 2006 weitere Änderungen erfuhr.

## Kern des Letters Patent
Das Letters Patent beschreibt, dass der Governor-General (Generalgouverneur) und Commander-in-Chief (Oberbefehlshaber) Neuseelands und der selbstverwalteten Staaten Cook Islands, Niue, Tokelau sowie des Gebietes des Ross Dependency als Vertreter des Königreichs Neuseeland vertritt und seine Vollmachten ausüben kann. Der Inhaber des Amtes ist Mitglied des Executive Council, des höchsten geschäftsführenden Gremiums der Regierung von Neuseeland.